# Fitness (träning)

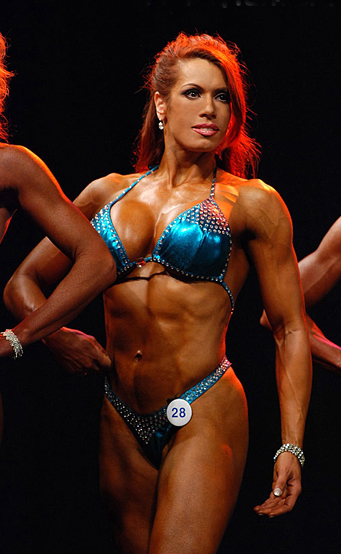
April Hunter, en amerikansk tävlare

Fitness är en träning och tävlingsform som innehåller element från bodybuilding men som fokuserar mer på musklernas utseende än deras storlek och gymnastisk. Tävlingar i fitness hålls oftast i samband med tävlingar i bodybuilding. I Sverige tävlar man i en variant av denna tävlingsform som benämns atletisk fitness.  

## Tävlingen
Man tävlar i två klasser som är indelade efter längd, över eller under 164 cm.
Den första tävlingen som hölls i Sverige var på Skara Sommarland 1994 och vinnaren hette Alexandra Vusir. Tävlingen delas upp i tre rundor.

### Första rundan
Denna runda kallas fysikrond. Här tävlar damerna iförda bikini och högklackade skor. Bikinin måste enligt reglerna täcka minst halva stora sätesmuskeln. Man tävlar genom att posera och vrida sig med kvartsvarv mot domarna. Domarna får alltså se den tävlande från fyra olika håll. Man ska inte spänna musklerna utan det ska vara en avslappnad pose. Den tävlande ska inte ha för stor muskelmassa men tydliga skillnader mellan olika muskelgrupper.

### Andra rundan
Den andra rundan är en gymnastisk uppvisning. Meningen är att den tävlande ska visa upp sin smidighet och styrka. Programmet ska bestå av dansant koreografi, kanske någon typ av aerobicsprogram. Man får även använda rekvisita på scenen. Reglerna för rekvisitan är att man måste kunna bära den själv upp och ner från scenen. Reglerna säger även att man inte får skräpa ner efter sig på scenen. Många som tävlar har en tidigare bakgrund som gymnaster.

### Tredje rundan
Efter de två första rundorna så räknar man ihop deltagarnas poäng. Enbart de fem bästa får vara med i den sista rundan. Denna runda är återigen en fysikrond och här koras den slutliga vinnaren. Tidigare hade de tävlande aftonklänning på sig vid prisutdelningen men nu har man bikinin på sig även då.